# Maly Delschaft
Maly Delschaft, född 4 december 1898 i Hamburg, Kejsardömet Tyskland, död 20 augusti 1995 i Berlin, Tyskland, var en tysk skådespelare. Delschaft medverkade under 1920-talet i många tyska stumfilmer, flera med Emil Jannings. Hon var påtänkt för rollen som Lola-Lola i Blå ängeln 1930, men då filmens regissör byttes ut valde denne Marlene Dietrich för rollen. Från 1940-talets slut arbetade hon främst i Östtyskland med flera roller i bolaget DEFAs filmer. Hon gjorde sin sista filmroll 1961 och hade då medverkat i över 100 filmer.
Hon tilldelades 1970 Filmband in Gold, det tyska filmpriset. En plakett sattes 2001 upp vid det hus i Berlin där Delschaft hade bott.

## Filmografi, urval
- 1924 – Sista skrattet
- 1925 – Varieté
- 1926 – Die letzte Droschke von Berlin
- 1928 – En modern Casanova
- 1931 – Kvinnan bakom allt
- 1939 – Ungkarlarnas paradis
- 1940 – Angelika
- 1948 – Farligt vittne
- 1950 – Familie Benthin
- 1954 – Leuchtfeuer